# Ескадрені міноносці типу 1936
Ескадрені міноносці типу 1936 (нім. Zerstörer 1936) — клас ескадрених міноносців, випущених німецькою суднобудівельною компанією Deutsche Schiff- und Maschinenbau з 1938 до 1939 роки. Загалом було побудовано 6 кораблів цього типу, які взяли найактивнішу участь у бойових діях на морі з початком Другої світової війни. П'ять есмінців цього типу загинули в ході битви за Нарвік у квітні 1940 року, лише один — Z20 «Карл Гальстер» вцілів, та в післявоєнний час був переданий по репарації радянському флоту.

## Список есмінців типу 1936
| № | Назва                    | Корабельня        | Дата закладки   | Дата спуску на воду | Дата введення до складу флоту | Дата виведення зі складу флоту/загибелі |
| - | ------------------------ | ----------------- | --------------- | ------------------- | ----------------------------- | --- |
| 1 | Z17 «Дітер фон Редер»    | DeSchiMAG, Бремен | 9 вересня 1936  | 19 серпня 1937      | 29 серпня 1938                | 13 квітня 1940 року у ході другої битви за Нарвік серйозно пошкоджений та затоплений екіпажем в Офотфіорді                                                       |
| 2 | Z18 «Ганс Людеман»       | DeSchiMAG, Бремен | 9 вересня 1936  | 1 грудня 1937       | 8 жовтня 1938                 | 13 квітня 1940 року у ході другої битви за Нарвік серйозно пошкоджений та затоплений екіпажем в Офотфіорді                                                       |
| 3 | Z19 «Герман Кунне»       | DeSchiMAG, Бремен | 5 жовтня 1936   | 22 грудня 1937      | 12 січня 1939                 | 13 квітня 1940 року у ході другої битви за Нарвік серйозно пошкоджений та затоплений екіпажем в Офотфіорді                                                       |
| 4 | Z20 «Карл Гальстер»      | DeSchiMAG, Бремен | 14 вересня 1937 | 15 червня 1938      | 21 березня 1939               | 6 лютого 1946 року переданий по репарації до ВМФ СРСР, перейменований на «Прочний»; 1950 році перероблений на тренувальний корабель. 1958 році списаний на брухт |
| 5 | Z21 «Вільгельм Гайдкамп» | DeSchiMAG, Бремен | 14 грудня 1937  | 28 серпня 1938      | 20 червня 1939                | 10 квітня 1940 року у ході першої битви за Нарвік торпедований британським есмінцем «Гарді» в Офотфіорді та затонув                                              |
| 6 | Z22 «Антон Шмітт»        | DeSchiMAG, Бремен | 3 січня 1938    | 20 вересня 1938     | 24 вересня 1939               | 10 квітня 1940 року у ході першої битви за Нарвік торпедований британським есмінцем «Хантер» в Офотфіорді та затонув                                             |